# 足利持仲
足利持仲（生年不詳－1417年1月27日）是室町時代武將。父親是鎌倉公方足利滿兼。叔父足利滿隆的養嗣子。幼名乙若丸。

## 經歷
因為是滿兼與身分低微的女性所生的兒子，所以最初在上野國被秘密地養育，但是在應永7年（1400年）正式被滿兼承認是實子，於是被帶到鎌倉（『喜連川判鑑』）。
在應永16年（1409年）與異母兄足利持氏同時元服，被將軍足利義持賜予一字，於是改名為持仲。在應永23年（1416年）被上杉禪秀擁立，與養父足利滿隆一同反對持氏（上杉禪秀之亂）並追放持氏，一時把鎌倉收到配下。但是因為室町幕府的後援而被持氏反撃並被其擊敗，在鶴岡八幡宮雪之下坊自殺。